# Курський трамвай
Курський трамвай — один з видів міського транспорту в Курську, Росія. Був відкритий 30 квітня 1898 року.

## Найважливіші дати
- 1898 рік — відкриття першої трамвайної лінії в Курську.
- 1918 рік — зупинка трамвайного руху в зв'язку з Громадянською війною.
- 1924 рік — друге відкриття трамвайного руху в Курську.
- 1930 рік — відкриття Північного депо.
- 1941 рік — зупинка трамвайного руху в зв'язку з окупацією Курську. німецькими військами під час Другої світової війни.
- 1943 рік — третє відкриття трамвайного руху в Курську.
- 1965 рік — відкриття Південного депо.
- 1987 рік — відкриття Східного депо. Перепрофілювання Північного депо.
- 2004 рік — закриття Південного депо.
- 15 травня 2012 року — відкрито новий трамвайний маршрут № 5А «Хлібозавод — Хімволокно» (працював лише в години пік).

## Маршрути
| Перелік трамвайних маршрутів в місті Курськ | Перелік трамвайних маршрутів в місті Курськ | Перелік трамвайних маршрутів в місті Курськ |
| №                                           | Маршрут руху                                | Примітки |
| ------------------------------------------- | ------------------------------------------- | --- |
| 1                                           | Хлібзавод — Східне депо — АПЗ-20            | |
| 2                                           | Автовокзал — Вулиця Запольна                | З 1 лютого 2017 маршрут скорочено до площі Добролюбова. З 22 лютого 2017 курсував від вулиці Запольної. З 22 квітня 2017 скорочено до Хлібзавода. Раніше прямував до залізничного вокзалу |
| 3                                           | Автовокзал — Вулиця Вільхівська             | З 1 жовтня 2018 трамвайний рух від вулиці Вільхівської до ВО «Хімволокно» припинено |
| 4                                           | Вулиця Малишева — Залізничний вокзал        | |
| 5                                           | Вулиця Запольна — ВО «Хімволокно»           | Скасований з 18 квітня 2016 року |
| 5А                                          | Хлібзавод — ВО «Хімволокно»                 | Скасований. Призначався з 15 травня 2012 лише у «годину пік» |
| 6                                           | Вулиця Малишева — Площа Добролюбова         | Скасований |
| 7                                           | Площа Дзержинського — ВО «Хімволокно»       | Скасований |
| 8                                           | Вулиця Малишева — Вулиця Запольна           | Скасований |
| 9                                           | Залізничний вокзал — АПЗ-20                 | Скасований |

З 1 липня 2022 року в Курську затверджена нова маршрутна мережа.

## Рухомий склад
| Статистика рухомого складу станом на грудень 2018 року | Статистика рухомого складу станом на грудень 2018 року | Статистика рухомого складу станом на грудень 2018 року |
| Тип моделі                                             | Фото                                                   | Кількість, шт.                                         |
| ------------------------------------------------------ | ------------------------------------------------------ | ------------------------------------------------------ |
| Tatra T6B5SU                                           |                                                        | 40                                                     |
| 71-619К                                                |                                                        | 20                                                     |
| Tatra T3UCS                                            |                                                        | 10                                                     |
| Tatra T3SU                                             |                                                        | 3                                                      |
| 71-403                                                 |                                                        | 1                                                      |
|                                                        | Всього:                                                | 74                                                     |

- Впродовж 1987—1995 років в Курськ надійшло 54 вагони моделі Tatra T6B5.
- 21 листопада 2012 року надійшли 10 вагонів Tatra T3UCS з Праги[4].
- 27 грудня 2012 року — вийшли на лінію закуплені в Празі трамвайні вагони Tatra T3UCS. Перший в Курську електротранспорт з чотиризначною нумерацією бортових номерів.
- 24 квітня 2018 року — початок експлуатації 20 колишніх московських трамвайних вагонів 71-619К.

## Вартість проїзду
| Динаміка вартості проїзду | Динаміка вартості проїзду | Динаміка вартості проїзду |
| Дата встановлення тарифу  | Вартість, руб.            |                           |
| ------------------------- | ------------------------- | ------------------------- |
| 1 вересня 2011            | 10,00                     |                           |
| 18 травня 2015            | 14,00                     |                           |
| 16 травня 2016            | 15,00                     |                           |
| 2 липня 2018              | 17,00                     |                           |
| 5 грудня 2023             | 25,00/31,00               |                           |